# Tanytarsus fasciculus
Tanytarsus fasciculus är en tvåvingeart som beskrevs av Chaudhuri och Mazumdar 1998. Tanytarsus fasciculus ingår i släktet Tanytarsus och familjen fjädermyggor. Inga underarter finns listade i Catalogue of Life.